# Miroslav Číž
Miroslav Číž (n. 11 februarie 1954, Banská Štiavnica, Cehoslovacia – d. 29 decembrie 2022) a fost un politician slovac care a fost deputat în Parlamentul European din 2019 până la moartea sa în 2022.
Číž sa născut în Banská Štiavnica. A studiat Dreptul la Universitatea Comenius din Bratislava, absolvind în 1978. Mai târziu a predat la universitate.
În timpul socialismului, a fost oficial de rang înalt al Comitetelor Naționale ale Partidului Comunist din Cehoslovacia. După căderea regimului, el a rămas în Partidul Comunist din Slovacia, care mai târziu a fost redenumit Partidul Stângii Democrate⁠(d). În anii 1990, a ocupat mai multe funcții oficiale în Consiliul Național al Slovaciei⁠(d). În 1999, a fost în grupul de membri ai Stângii Democrate, condus de Robert Fico, care a părăsit partidul și a fondat partidul Direcția. Astfel, din 2002 este membru al Consiliului Național, iar din 2006 până în 2010 și 2014 până în 2016 a fost vicepreședintele acestuia.
Číž a murit la 29 decembrie 2022, la vârsta de 68 de ani.

## Incidentul cu pulpa de pui
Incidentul privind pulpele de pui s-a petrecut pe 18 iunie 2019, la cantina Consiliul Național al Slovaciei⁠(d). Cantina are un meniu format din diverse mese, dintre care parlamentarii pot alege. După votul în parlament, la aproximativ la orele 2 Číž i-a cerut bucătarului să servească o pulpă de pui din meniu. Bucătarul i-a spus că la cantină nu mai are pulpe de pui și i-a oferit să aleagă dintre restul mâncărurilor disponibile. Potrivit unui alt deputat care se afla în acel moment, Oto Žarnay⁠(d), Číž a început să țipe la bucătar pentru ce nu are pulpe de pui. După un timp a cerut să vorbească cu bucătarul cantinei. Číž a țipat apoi și la el și, în cele din urmă, l-a amenințat pe bucătar că se va asigura că va fi concediat. 
„A strigat că este revoltător și în 30 de ani nu a trăit așa ceva încât să nu aibă mâncarea pe care a ales-o el în cantina parlamentară. Bucătăreasa, a încercat să-i explice într-un mod decent că are alte preparate din care să aleagă, pe care el le-a refuzat vehement și și-a dorit o pulpă de pui. El a mai spus că ar trebui să-i fie rușine că nu mai au pulpe de pui și a lăsat-o să-i ceară scuze.” spune Žarnay.